# Milltown (Wisconsin)
Milltown és una població dels Estats Units a l'estat de Wisconsin. Segons el cens del 2000 tenia 888 habitants.

## Demografia
Segons el cens del 2000, Milltown tenia 888 habitants, 420 habitatges, i 235 famílies. La densitat de població era de 193,7 habitants per km².
Dels 420 habitatges en un 25% hi vivien nens de menys de 18 anys, en un 38,6% hi vivien parelles casades, en un 12,1% dones solteres, i en un 44% no eren unitats familiars. En el 38,6% dels habitatges hi vivien persones soles el 21% de les quals corresponia a persones de 65 anys o més que vivien soles. El nombre mitjà de persones vivint en cada habitatge era de 2,11 i el nombre mitjà de persones que vivien en cada família era de 2,76.
Per edats la població es repartia de la següent manera: un 22,5% tenia menys de 18 anys, un 7,5% entre 18 i 24, un 27,3% entre 25 i 44, un 19,1% de 45 a 60 i un 23,5% 65 anys o més.
L'edat mediana era de 40 anys. Per cada 100 dones de 18 o més anys hi havia 85,9 homes.
La renda mediana per habitatge era de 28.309 $ i la renda mediana per família de 36.875 $. Els homes tenien una renda mediana de 30.446 $ mentre que les dones 22.031 $. La renda per capita de la població era de 17.284 $. Aproximadament el 5,2% de les famílies i l'11,5% de la població estaven per davall del llindar de pobresa.

## Poblacions més properes
El següent diagrama mostra les poblacions més properes.